# Tmetoptera phryganoides
Tmetoptera phryganoides là một loài bướm đêm thuộc phân họ Arctiinae, họ Erebidae.